# Giovanni Battista Sacchetti, II marchese di Castelromano
Giovanni Battista Sacchetti, II marchese di Castelromano (Roma, 20 ottobre 1707 – Roma, 8 marzo 1759), è stato un nobile italiano.

## Biografia
Nato a Roma nel 1707, Giovanni Battista era il figlio primogenito di Matteo Sacchetti, I marchese di Castelromano (già III marchese di Castel Rigattini) e di sua moglie, Clelia Orsini de' Cavalieri.
Alla morte di suo padre nel 1744, oltre al titolo nobiliare di marchese di Castelromano, ereditò anche i copiosi debiti di famiglia che dalla fine del secolo precedente erano andati accumulandosi gravando sulle finanze della casata Sacchetti. Giovanni Battista si vide costretto pertanto a vendere anche la ricca tenuta di Castel Fusano che venne comperata dall'aristocratica famiglia romana dei Chigi. Nel 1747 concesse in enfiteusi la proprietà di Villa del Pigneto.
Nel 1748 vendette la collezione di dipinti della sua famiglia (con pregevoli opere di Pietro da Cortona) a papa Benedetto XIV che con essi costituì il primo nucleo della Pinacoteca dei Musei Capitolini. Il valore della Collezione di dipinti era stata stimata nel 1747 da una perizia dei pittori Giacomo Zoboli e Giovanni Paolo Pannini pari a 36.709 scudi pontifici d'argento, ma il card. Silvio Valenti Gonzaga, Segretario di Stato di Papa Benedetto XIV, riuscì ad acquisirla per soli 25.000 scudi.
Morì a Roma nel 1759 e, non avendo eredi maschi, il titolo passò a suo fratello minore Giulio.

## Matrimonio e figli
Giulio sposò nel 1734 Ginevra Muti Papazzurri (17 maggio 1715 - 29 gennaio 1779), figlia di Giovanni Battista Muti Papazzurri, marchese di Lauriano, e di sua moglie Caterina Corradini. La coppia ebbe un'unica figlia, Maria Maddalena (1735 - di vaiolo, 16 luglio 1757), andata sposa a Bartolomeo Corsini.

## Albero genealogico
|                                                              |                             |                                    | Genitori                           |  |  | Nonni |  |  | Bisnonni                                         |  |  | Trisnonni                   |  |
|                                                              |                             |                                    |                                    |  |  |       |  |  | Matteo Sacchetti, I marchese di Castel Rigattini |  |  | Giovanni Battista Sacchetti |  |
|                                                              |                             |                                    |                                    |  |  |       |  |  | Matteo Sacchetti, I marchese di Castel Rigattini |  |  | Giovanni Battista Sacchetti |  |
|                                                              |                             | Francesca Altoviti                 |                                    |  |  |       |  |  | Matteo Sacchetti, I marchese di Castel Rigattini |  |  |                             |  |
| Giovanni Battista Sacchetti, II marchese di Castel Rigattini |                             |                                    |                                    |  |  |       |  |  | Matteo Sacchetti, I marchese di Castel Rigattini |  |  |                             |  |
|                                                              |                             | Cassandra Ricasoli Rucellai        | …                                  |  |  |       |  |  |                                                  |  |  |                             |  |
|                                                              |                             | Cassandra Ricasoli Rucellai        | …                                  |  |  |       |  |  |                                                  |  |  |                             |  |
|                                                              |                             | Cassandra Ricasoli Rucellai        | …                                  |  |  |       |  |  |                                                  |  |  |                             |  |
| Matteo Sacchetti, I marchese di Castelromano                 |                             | Cassandra Ricasoli Rucellai        |                                    |  |  |       |  |  |                                                  |  |  |                             |  |
|                                                              |                             | Donato Acciaiuoli                  | Ottaviano Acciaiuoli               |  |  |       |  |  |                                                  |  |  |                             |  |
|                                                              |                             | Donato Acciaiuoli                  | Ottaviano Acciaiuoli               |  |  |       |  |  |                                                  |  |  |                             |  |
|                                                              |                             | Donato Acciaiuoli                  | Maria Acciaiuoli                   |  |  |       |  |  |                                                  |  |  |                             |  |
| Caterina Acciaiuoli                                          |                             | Donato Acciaiuoli                  |                                    |  |  |       |  |  |                                                  |  |  |                             |  |
|                                                              |                             | Anna Maria Altoviti                | Giambattista Altoviti              |  |  |       |  |  |                                                  |  |  |                             |  |
|                                                              |                             | Anna Maria Altoviti                | Giambattista Altoviti              |  |  |       |  |  |                                                  |  |  |                             |  |
|                                                              |                             | Anna Maria Altoviti                | …                                  |  |  |       |  |  |                                                  |  |  |                             |  |
| Giovanni Battista Sacchetti, II marchese di Castelromano     |                             | Anna Maria Altoviti                |                                    |  |  |       |  |  |                                                  |  |  |                             |  |
|                                                              | Emilio Orsini de' Cavalieri | Gaspare Orsini de' Cavalieri       |                                    |  |  |       |  |  |                                                  |  |  |                             |  |
|                                                              | Emilio Orsini de' Cavalieri | Gaspare Orsini de' Cavalieri       |                                    |  |  |       |  |  |                                                  |  |  |                             |  |
|                                                              | Emilio Orsini de' Cavalieri | Girolama Paluzzi Albertoni         |                                    |  |  |       |  |  |                                                  |  |  |                             |  |
| Francesco Orsini de' Cavalieri                               | Emilio Orsini de' Cavalieri |                                    |                                    |  |  |       |  |  |                                                  |  |  |                             |  |
|                                                              |                             | Clelia Sannesi                     | …                                  |  |  |       |  |  |                                                  |  |  |                             |  |
|                                                              |                             | Clelia Sannesi                     | …                                  |  |  |       |  |  |                                                  |  |  |                             |  |
|                                                              |                             | Clelia Sannesi                     | …                                  |  |  |       |  |  |                                                  |  |  |                             |  |
| Clelia Orsini de' Cavalieri                                  |                             | Clelia Sannesi                     |                                    |  |  |       |  |  |                                                  |  |  |                             |  |
|                                                              |                             | Mario, conte di Carpegna           | Francesco Maria, conte di Carpegna |  |  |       |  |  |                                                  |  |  |                             |  |
|                                                              |                             | Mario, conte di Carpegna           | Francesco Maria, conte di Carpegna |  |  |       |  |  |                                                  |  |  |                             |  |
|                                                              |                             | Mario, conte di Carpegna           | Isabella Orsini                    |  |  |       |  |  |                                                  |  |  |                             |  |
| Vittoria Ludovica di Carpegna                                |                             | Mario, conte di Carpegna           |                                    |  |  |       |  |  |                                                  |  |  |                             |  |
|                                                              |                             | Teresa Dudley dei conti di Warwick | Robert Dudley, conte di Warwick    |  |  |       |  |  |                                                  |  |  |                             |  |
|                                                              |                             | Teresa Dudley dei conti di Warwick | Robert Dudley, conte di Warwick    |  |  |       |  |  |                                                  |  |  |                             |  |
|                                                              |                             | Teresa Dudley dei conti di Warwick | Elizabeth Southwell                |  |  |       |  |  |                                                  |  |  |                             |  |
|                                                              |                             | Teresa Dudley dei conti di Warwick |                                    |  |  |       |  |  |                                                  |  |  |                             |  |